# Balsthal
Balsthal est une commune suisse du canton de Soleure, située dans le district de Thal.

## Géographie

Vue aérienne par Walter Mittelholzer (1932).

La commune est située sur le cours de la Dünnern, au point de départ de trois cols de la chaîne du Jura : le Hauenstein supérieur, le Passwang et la Scheulte. Elle regroupe les villages de Balsthal et Klus, ainsi que le hameau de Saint-Wolfgang.

## Histoire

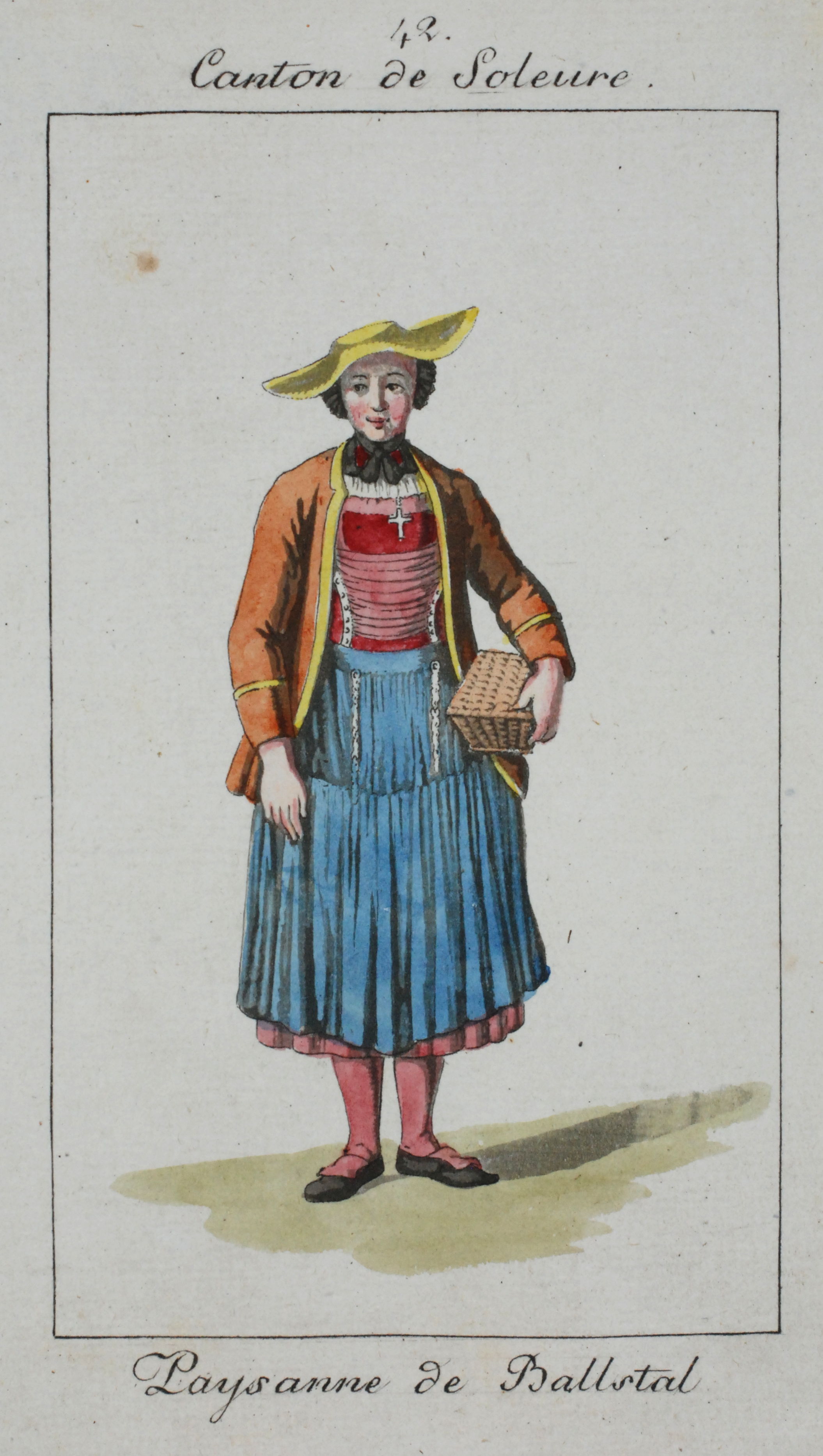
Femme en costume traditionnel.

À l'époque de l'Helvétie romaine, Balsthal se trouvait sur la route conduisant d'Aventicum à Augusta Raurica par le Hauenstein supérieur.
Le site est connu en 968 sous le nom de Palcivallis, puis en 1226 sous celui de Balcetal.
Au Moyen Âge, Balsthal appartient à l'Évêché de Bâle. Un important marché s’y développe. En 1402, Balsthal passe sous juridiction soleuroise.

## Économie
Au XIXe siècle, des industries du fer, de la cellulose et du papier s'installèrent dans la vallée, pour utiliser la force hydraulique de la Dünnern et de l’Augstbach. Klus a longtemps abrité un important site de production du groupe von Roll qui fut le plus gros employeur de la région.
La commune compte de nombreuses entreprises, dont la fabrique de papier Tela-Kimberly, les ateliers mécaniques Tenba et la boucherie en gros Gehrig.
La commune fut le siège du constructeur de vélo Mondia jusqu'en 2013.

## Transports
- Ligne ferroviaire OeBB Oensingen-Balsthal-Bahn
- Autoroute A1 (Genève-St. Margrethen)  44 (Oensingen)

## Culture et patrimoine

### Héraldique
| Blason | Blasonnement : D'azur à deux serpents entrelacés et affrontés. |

### Personnalités liées à la commune
- August Haefeli (de), constructeur d’avions
- Erich Schmid, compositeur et chef d’orchestre

### Monuments et curiosités
- Château d’Alt Falkenstein.
- L'ancienne église paroissiale de Notre-Dame (Unsere lieben Frau) est édifiée sur des substructures romaines et paléochrétiennes. Elle se compose pour l'essentiel d'éléments datant du XVIe au XVIIIe siècle.
- La Herrengasse avec l'ancien bâtiment administratif (Altes Amthaus) de style néo-classique, l'auberge Zum Kreuz en baroque primitif de 1621, le Rössli en Biedermeier et l'ancien grenier à céréales de Paolo Antonio Pisoni confèrent à la localité un aspect de petite ville.
- La chapelle Saint-Antoine dans laquelle se trouvent des voûtes avec peintures baroques du début du XVIIe siècle.
- La chapelle Sainte-Odile, fondée en 1511, présente de rigides portions gothiques auxquelles d'importantes adjonctions datant de 1662 ont été rajoutées.
- Le Musée du papier dans le moulin datant de 1773[5].